# Bernarda Brunovic
 (avril 2019).
Si vous disposez d'ouvrages ou d'articles de référence ou si vous connaissez des sites web de qualité traitant du thème abordé ici, merci de compléter l'article en donnant les références utiles à sa vérifiabilité et en les liant à la section « Notes et références ».
Bernarda Brunovic, née en 1993 à Dietikon, est une chanteuse suisse, d'origine croate.

## Biographie
Elle est née à Dietikon, dans le canton de Zurich.
Bernarda écrit et compose ses premiers chants à 12 ans.
Encore étudiante, débute avec la chanson « Confidence » (confiance), que Bernarda avait composée 4 ans auparavant, depuis, elle la chante dans les églises et pour d’autres événements, on lui dit souvent qu’elle devrait élargir son public, Bernarda participe à la sélection suisse de L'Eurovision 2011, et finit la deuxième place derrière Anna Rossenelli.